# Heinrich Harrer
Heinrich Harrer (pronunție în germană [ˈhaɪnʁɪç ˈhaʁɐ]; n. 6 iulie 1912, Hüttenberg⁠(d), Carintia, Austria – d. 7 ianuarie 2006, Friesach⁠(d), Carintia, Austria) a fost un alpinist, sportiv, geograf și scriitor austriac. El este cunoscut ca membru al echipei de patru alpiniști care a efectuat prima ascensiune pe versantul nordic al muntelui Eiger din Elveția și pentru cărțile sale Șapte ani în Tibet (1952) și The White Spider (1959).

## Tinerețea
Heinrich Harrer s-a născut la 6 iulie 1912 în orășelul austriac Hüttenberg din districtul Sankt Veit an der Glan al landului Carintia. Tatăl lui a fost lucrător poștal. Din 1933 și 1938, Harrer a studiat geografia și sportul la Universitatea Karl-Franz din Graz. În timpul studiilor a devenit membru al asociației studențești tradiționale ATV Graz.
În 1935 Harrer a fost ales să participe în competiția de schi alpin de la Jocurile Olimpice de iarnă din 1936 de la Garmisch-Partenkirchen. Echipa austriacă de schi alpin a boicotat, cu toate acestea, concursul olimpic, din cauza unui conflict cu privire la statutul de profesioniști al instructorilor de schi. Ca urmare, Harrer nu a participat la competiția olimpică.
În 1937 Harrer a câștigat proba de coborâre la Campionatul Mondial Studențesc de la Zell am See.

## Ascensiunea pe muntele Eiger
Adevărata pasiune a lui Harrer a fost alpinismul montan. Știind că o reușită extraordinară în domeniul alpinismului i-ar putea aduce un loc într-o expediție montană în Himalaya, Harrer și un prieten, Fritz Kasparek, au devenit primii care au urcat pe versantul nordic al muntelui Eiger (3.967 m) în Alpii Bernezi din Elveția. Mai mulți alpiniști au murit în încercarea de escaladare a peretelui înghețat aproape vertical, cunoscut sub numele Păianjenul Alb, iar autoritățile berneze chiar au interzis escaladarea versantului. După susținerea examenelor universitare finale în iulie 1938, Harrer și Kasparek au călătorit în trecătoarea Kleine Scheidegg de la poalele muntelui Eiger și au început ascensiunea. La jumătatea traseului, Harrer și Kasparek au întâlnit o altă echipă formată din alpiniștii Ludwig Vörg și Anderl Heckmair din Germania. Cei patru au decis să urce restul traseului împreună, ca o singură echipă, avându-l conducător pe mai experimentatul Heckmair.

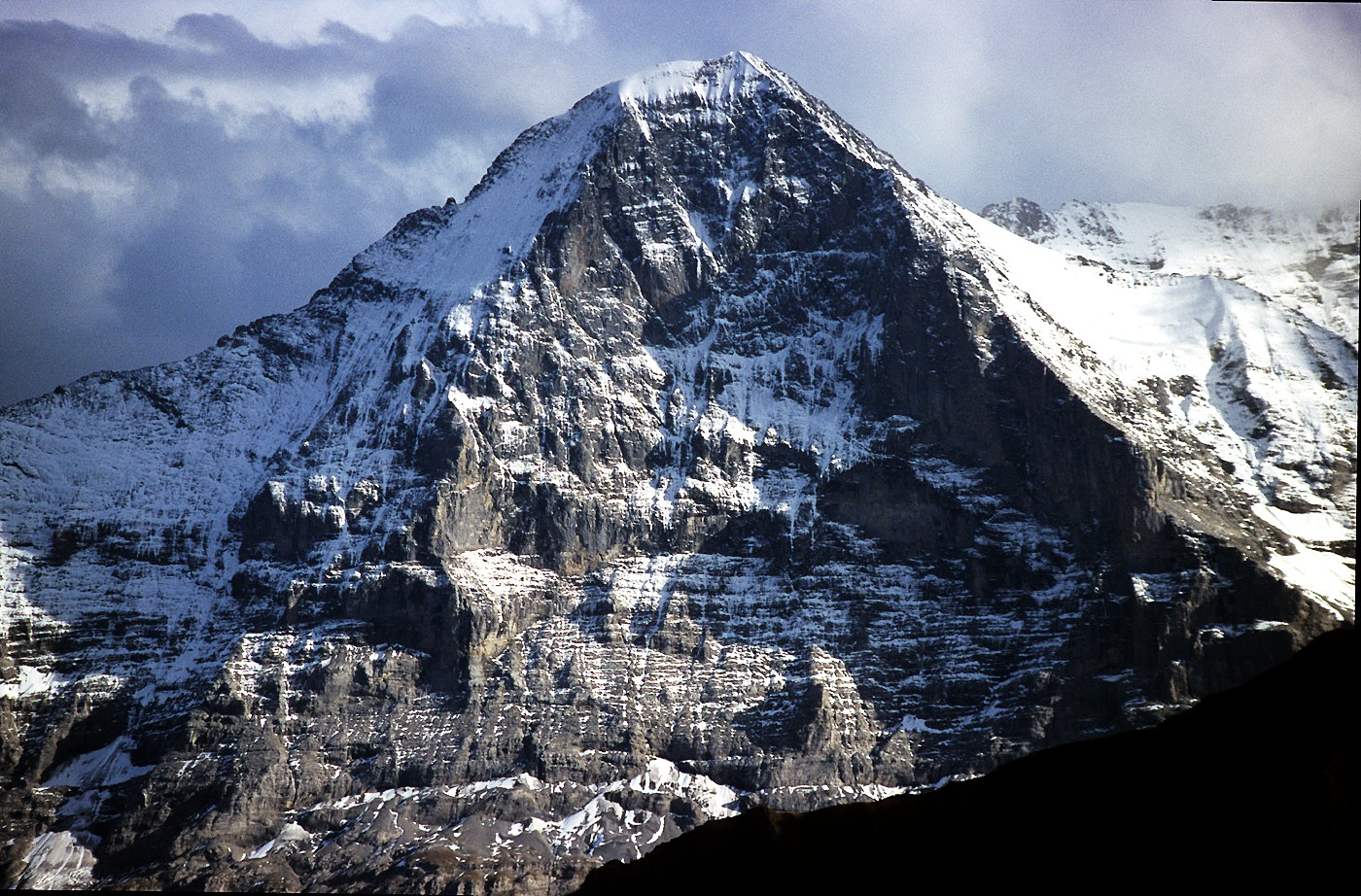
Versantul nordic al muntelui Eiger, Alpii Bernezi, Elveția

În cursul ascensiunii, cei patru bărbați au fost amenințați în mod constant de avalanșe și de căderi de pietre. Ei au fost prinși într-o avalanșă în timp ce escaladau fața superioară a Păianjenului Alb, dar au avut suficientă putere pentru a nu fi măturați de valurile de zăpadă care i-au cuprins. Alpiniștii au ajuns cu succes în vârf în după-amiaza zilei de 24 iulie 1938, la ora 16. Această primă ascensiune pe versantul nordic al muntelui Eiger a fost descrisă de alpinistul italian Reinhold Messner ca „un moment de glorie în istoria alpinismului și o senzație grandioasă, din moment ce mai mulți alpiniști au murit anterior pe versant”, a fost evidențiată în ziarele din întreaga lume și este prezentată în cartea White Spider, publicată în 1959 de Harrer.

## Implicarea în organizațiile naziste
În 1996 cineastul și redactorul agenției de presă ORF Gerald Lehner a găsit în arhivele americane legitimația de membru SS a lui Harrer. Alpinistul austriac s-a alăturat trupelor paramilitare Sturmabteilung (SA) în octombrie 1933. După Anschluss-ul din martie 1938, când Germania a anexat Austria, el s-a înscris la 1 aprilie în trupele Schutzstaffel (SS). A avut rangul de Oberscharführer (sergent) și pe 1 mai 1938 a devenit membru al Partidului Nazist. După ascensiunea lor pe versantul nordic al muntelui Eiger, cei patru alpiniști au fost primiți de Adolf Hitler și s-au fotografiat cu el. Harrer a declarat mai târziu că a purtat uniforma SS doar o singură dată, în ziua căsătoriei sale cu Charlotte Wegener, fiica celebrului explorator și savant Alfred Wegener. După întoarcerea în Europa, în 1952, Harrer a fost absolvit de orice vinovăție pentru crimele de război și a fost susținut ulterior de Simon Wiesenthal. În memoriile sale, Beyond Seven Years in Tibet, Harrer a considerat înscrierea lui în Partidul Nazist o greșeală făcută în tinerețe, când încă nu învățase să gândească de unul singur.

## Prizonier de război în India
În 1939 Harrer s-a alăturat unei expediții de patru alpiniști, condusă de Peter Aufschnaiter, pe versantul Diamir al muntelui Nanga Parbat, cu obiectivul de a găsi un traseu mai ușor către vârf. Cei patru alpiniști au concluzionat că traseul era accesibil și se aflau la sfârșitul lunii august în orașul port Karachi din India Britanică, așteptând o navă comercială care să-i aducă în Germania. Ca urmare a faptului că așteptarea navei s-a prelungit mai mult timp, Harrer, Ludwig și Hans Lobenhoffer au încercat să treacă în Persia, dar au fost reținuți de militarii britanici la câteva sute de kilometri nord-vest de Karachi și trimiși sub escortă înapoi la Karachi, unde rămăsese Aufschnaiter. Două zile mai târziu Marea Britanie a declarat război Germaniei, iar pe 3 septembrie 1939 toți cei patru alpiniști germani au fost internați într-un loc înconjurat cu sârmă ghimpată pentru a fi transferați într-un lagăr de detenție din Ahmednagar, în apropiere de Bombay. Ei au plănuit să evadeze și să se refugieze în colonia portugheză Goa, dar când au fost transferați mai departe la Dehradun, unde au fost deținuți timp de câțiva ani, împreună cu alți 1.000 de străini inamici, au considerat că au mai mari șanse să fugă în Tibet, de unde intenționau să ajungă pe frontul japonez în Birmania sau China.
Aufschnaiter și Harrer au evadat și au fost recapturați de mai multe ori înainte de a reuși să scape definitiv. La 29 aprilie 1944 Harrer și alte șase persoane, printre care Rolf Magener și Heins von Have (deghizați ca ofițeri britanici), Aufschnaiter, Bruno Treipel (sau Treipl) din Salzburg și berlinezii Hans Kopp și Sattler (deghizați în muncitori indieni), au fugit din tabără. Magener și von Have au luat trenul spre Calcutta și de acolo s-au îndreptat către Birmania, unde s-au predat armatei japoneze.
Ceilalți s-au îndreptat spre cea mai apropiată frontieră prin Landour. După ce Sattler a abandonat la 10 mai, ceilalți patru au pătruns în Tibet la 17 mai 1944, traversând pasul Tsang Chok-la (5.896 m) și apoi s-au împărțit în două grupuri: Harrer și Kopp, Aufschnaiter și Treipel. Pe 17 iunie, Treipel, epuizat, și-a cumpărat un cal și a călătorit înapoi către șes. Câteva luni mai târziu, când ceilalți trei încă nu aveau vize pentru Tibet, Kopp a renunțat și el și s-a îndreptat spre Nepal (unde, după câteva zile, s-a predat britanicilor).

## Șapte ani în Tibet

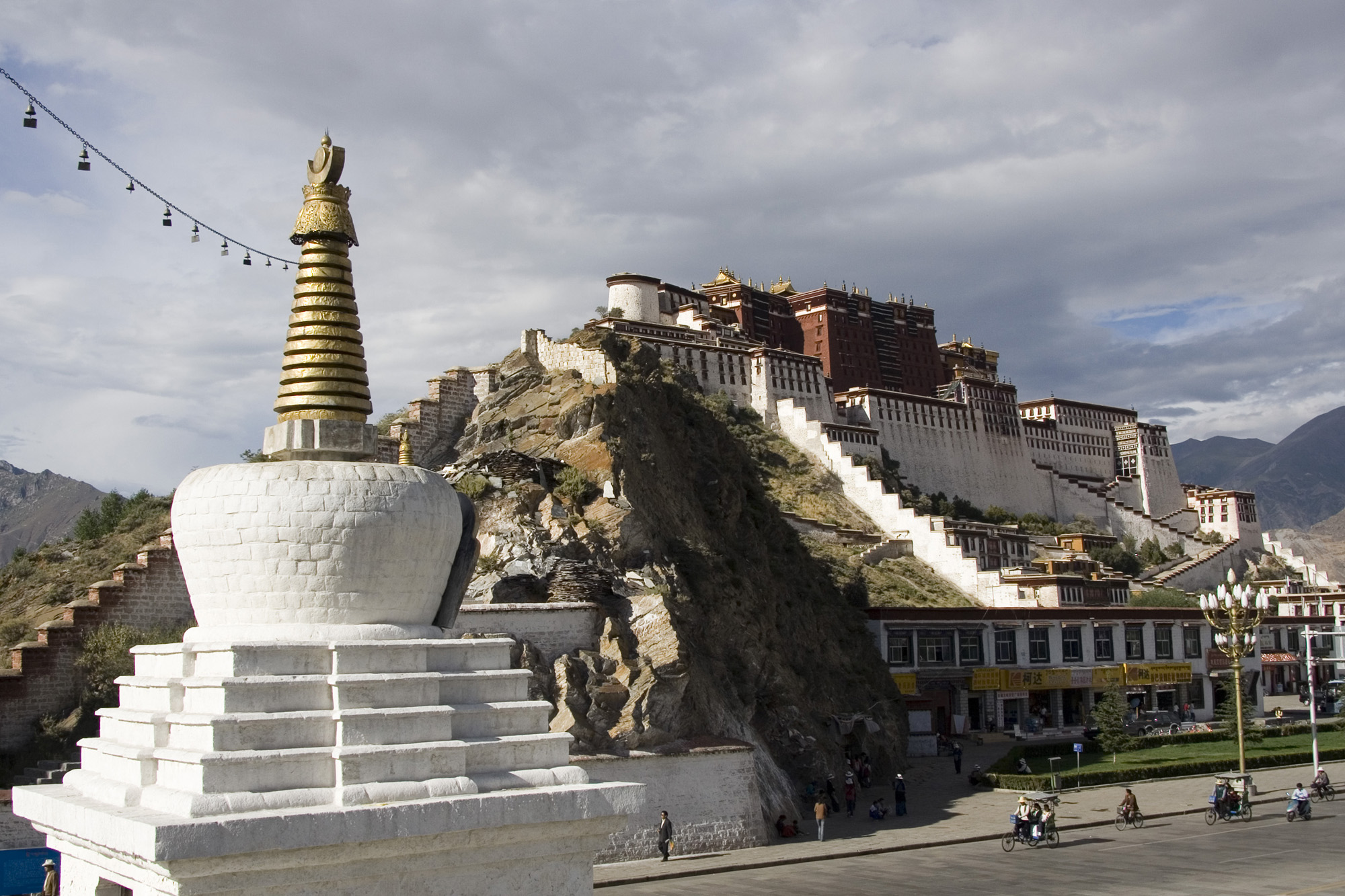
Pargo Kaling chorten astăzi (stânga), așa cum a fost reconstruit de autoritățile din Lhasa.

Aufschnaiter și Harrer, ajutați de cunoștințele de limba tibetană ale primului, s-au îndreptat către capitala Tibetului, Lhasa, unde au ajuns pe 15 ianuarie 1946, după ce au străbătut vestul Tibetului (traversând Muntele Kailash), districtul Gyirong din zona de sud-vest a Tibetului și nordul platoului tibetan Changthang.
În 1948 Harrer a devenit un funcționar oficial al guvernului Tibetan, ocupându-se cu traducerea știrilor externe și lucrând ca fotograf guvernamental oficial. Harrer l-a întâlnit pentru prima dată pe cel de-al 14-lea Dalai Lama, atunci când a fost chemat la Palatul Potala și i s-a cerut să facă un film despre patinaj, sport pe care Harrer l-a introdus în Tibet. A construit un cinematograf, cu un proiector care era pus în funcțiune de un motor de Jeep. Harrer a devenit curând profesor de limba engleză, geografie și știință al lui Dalai Lama, fiind uimit de rapiditatea cu care elevul său asimila cunoștințele lumii occidentale. Între cei doi s-a închegat o prietenie puternică, care va dura pe tot restul vieții lor.
În 1952 Harrer s-a întors în Austria, unde și-a prezentat experiența în cărțile Șapte ani în Tibet (1952) și Lost Lhasa (1953). Cartea Șapte ani în Tibet a fost tradusă în 53 de limbi și a devenit un bestseller în Statele Unite ale Americii în 1954, fiind vândute trei milioane de exemplare. A fost ecranizată de două ori, mai întâi în 1956 și a doua oară în 1997, cu Brad Pitt în rolul lui Harrer.
În cartea Șapte ani în Tibet, Harrer a scris:
| “ | Oriunde voi locui, voi simți nostalgie pentru Tibet. Cred adesea că încă mai pot auzi strigătele cocorilor și ale gâștelor sălbatice și bătaia aripilor lor în timp ce zboară peste Lhasa în lumina clară și rece a lunii. Dorința mea din suflet este ca povestea mea să creeze o anumită înțelegere față de un popor a cărui voință de a trăi în pace și libertate a dobândit atât de puțină simpatie din partea unei lumi indiferente. | ” |

## Aventurile ulterioare
După întoarcerea sa din Tibet, Harrer s-a stabilit în Kitzbühel (Austria) și mai târziu în Liechtenstein. El a luat parte la o serie de expediții etnografice și de alpinism în Alaska, în Anzi și în Munții Lunii în Africa centrală. În 1953 el a explorat izvoarele fluviului Amazon și a făcut prima ascensiune pe vârful Ausangate (6.384 m). În 1954 a efectuat, uneori cu alpinistul germano-american Fred Beckey, primele ascensiuni pe Mount Deborah (3.761 m), Mount Hunter (4.442 m) și Mount Drum (3.661 m) din Alaska. În 1957 a explorat râul Congo, împreună cu fostul rege Leopold al III-lea al Belgiei.
În februarie 1962 a fost conducătorul echipei de patru alpiniști care a făcut prima ascensiune pe Piramida Carstensz (4.884 m; numită mai târziu Puncak Jaya) din Noua Guinee, cel mai înalt vârf din Oceania și unul dintre cele șapte vârfuri. Această expediție și expediția sa de pionierat în cariera de la Ya-Li-Me, unde au fost găsite topoare de piatră din epoca neolitică, sunt prezentate în memoriile sale I Come from the Stone Age.
În 1966 s-a întâlnit cu indienii Xingu din statul brazilian Mato Grosso. În 1972 Harrer a traversat insula Borneo. De asemenea, el a făcut expediții în Nepal, Guyana Franceză, Groenlanda, Sudan, India, Ladakh, Insulele Andaman, Uganda, Kenya, Sikkim și Bhutan.
Harrer a scris peste 20 de cărți despre aventurile sale, dintre care unele conțin fotografii considerate a fi printre cele mai bune înregistrări ale culturii tradiționale tibetane. El a fost, de asemenea, un excelent jucător de golf, câștigând campionatul național al Austriei în 1958 și 1970.

## Viața privată
În decembrie 1938 Harrer s-a căsătorit cu Lotte Wegener (1920-1989), fiica lui Alfred Wegener, cercetător polar german și autor al teoriei derivei continentelor. Tatăl ei a murit într-o expediție în Groenlanda, atunci când ea avea 10 ani. Fiul lor, Peter Harrer, s-a născut în decembrie 1939, la trei luni după ce Harrer a fost internat în lagăr de către autoritățile militare britanice din India. Căsătoria lor a fost desfăcută, în timp ce el se afla încă în Tibet. În 1953 s-a căsătorit cu Margaretha Truxa (de care a divorțat în 1958), iar în 1962 s-a căsătorit cu Katharina Haarhaus (1922-2014), care a rămas soția lui până la moartea sa.

## Ultimii ani

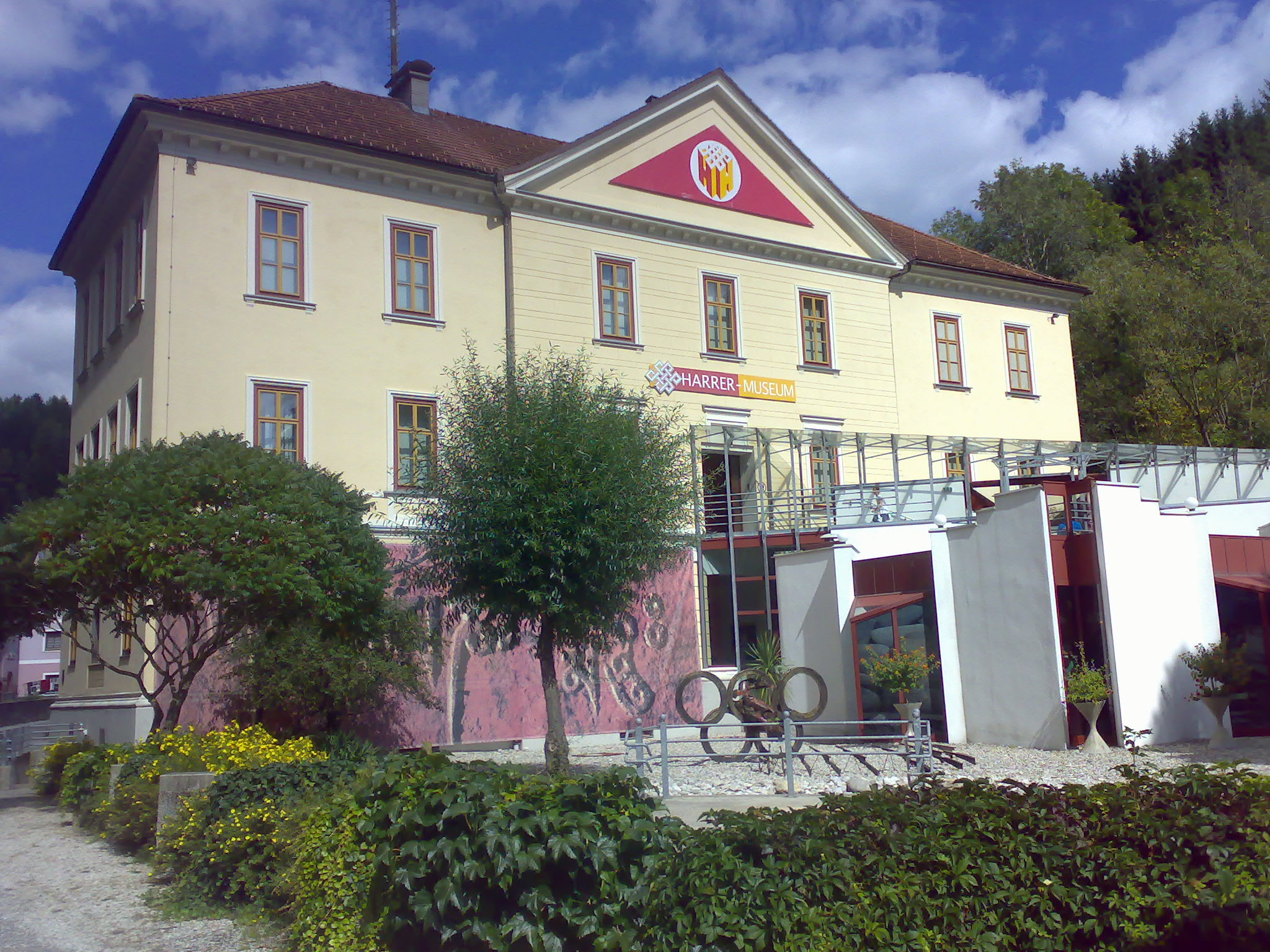
Muzeul Heinrich Harrer din Hüttenberg, Austria

La începutul anilor 1980 el a vizitat din nou Tibetul și a scris o continuare a cărții Seven Years in Tibet, intitulată Return to Tibet: Tibet After the Chinese Occupation. Potrivit recenziei acestei cărți publicate în revista Kirkus Review:
| “ | În 1982 el a reușit să viziteze din nou Tibetul în perioda „dezghețului politic” din China și a fost pe rând mâhnit și însuflețit de ceea ce a observat: comori culturale valoroase fuseseră distruse de invadatori, iar poveștile lagărelor de concentrare, ale muncii forțate și ale crimelor politice l-au zdruncinat. Cu toate acestea, religia țării era încă puternică și persista atât rezistența armată împotriva chinezilor, cât și o voință națională greu de reprimat. | ” |

Mai târziu, a scris o autobiografie publicată în limba engleză în 2007 sub titlul Beyond Seven Years in Tibet. El a realizat aproximativ 40 de filme documentare și a fondat Muzeul Heinrich Harrer din Hüttenberg (Austria), dedicat Tibetului. În octombrie 2002 Dalai Lama i-a acordat Premiul Lumina Adevărului al Campaniei Internaționale pentru Tibet pentru eforturile sale de a aduce situația politică a Tibetului în atenția publicului internațional. Harrer a murit pe 7 ianuarie 2006 în localitatea austriacă Friesach, la vârsta de 93 de ani.

## Premii și onoruri
- 1978: Medalia de onoare din aur a orașului Vienna
- 1980: Medalia de aur a orașului Graz
- 1982: Crucea Austriacă a Ordinului pentru Științe și Arte, clasa I[22]
- 1982: Marea Cruce a Ordinului de Merit al Republicii Federale Germania
- 1985: Medalia Humboldt de aur (Germany)[23]
- 2002: Premiul Lumina Adevărului (Campania Internațională pentru Tibet)

## Scrieri
- Seven Years in Tibet (1952)
- Lost Lhasa (1953)
- The White Spider: The Classic Account of the Ascent of the Eiger (1959)
- Tibet is My Country. (1961) – o autobiografie a fratelui mai mare al lui Dalai Lama, Thubten Jigme Norbu, așa cum i-a fost povestită lui Harrer
- I Come from the Stone Age (1965)
- Ladakh: Gods and Mortals Behind the Himalayas. (1980)
- Return to Tibet (1985)
- Return to Tibet: Tibet After the Chinese Occupation (1998)
- Denk ich an Bhutan (2005)
- Beyond Seven Years in Tibet: My Life Before, During, and After (2007)

## Legături externe
- Opere de sau despre Heinrich Harrer la Internet Archive
- Heinrich Harrer Website Arhivat în 5 decembrie 2018, la Wayback Machine.
- Obituary Arhivat în 28 noiembrie 2008, la Wayback Machine. in The Times, 9 January 2006
- Obituary in The Guardian, 9 January 2006
- Obituary in The New York Times, 10 January 2006
- Obituary CBS, 7 January 2006
- Heinrich Harrer la Internet Movie Database
- Seven Years in Tibet, Book Review at The Open Critic (1956)
- Harrer Museum Huettenberg Arhivat în 19 iunie 2010, la Wayback Machine.
- Heinrich Harrer la Find a Grave